# Coniceromyia laticosta
Coniceromyia laticosta är en tvåvingeart som beskrevs av Prado 1976. Coniceromyia laticosta ingår i släktet Coniceromyia och familjen puckelflugor. Inga underarter finns listade i Catalogue of Life.